# Prattville (Alabama)

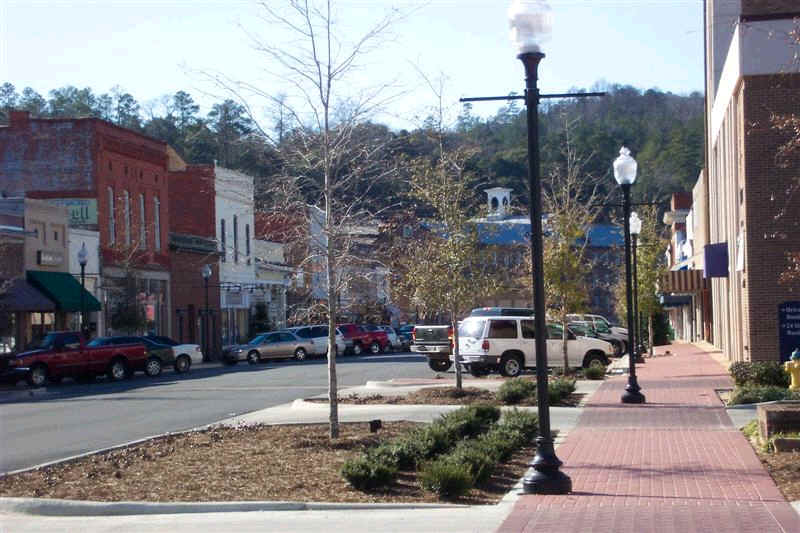

Prattville é uma cidade localizada no estado americano de Alabama, no Condado de Autauga e Condado de Elmore.

## Demografia
Segundo o censo americano de 2000, a sua população era de 24.303 habitantes.
Em 2006, foi estimada uma população de 31.119, um aumento de 6816 (28.0%).

## Geografia
De acordo com o United States Census Bureau, a localidade tem uma área de 61,9 km², dos quais 60,0 km² cobertos por terra e 1,9 km² cobertos por água. Prattville localiza-se a aproximadamente 98 m acima do nível do mar.

## Localidades na vizinhança
O diagrama seguinte representa as localidades num raio de 24 km ao redor de Prattville.